# Atabulus faustus
Atabulus faustus là một loài tò vò trong họ Ichneumonidae.